# Kafa
Le kafa est une langue omotique parlée  dans la zone de Keffa en Éthiopie.

## Écriture
Le kafa est écrit avec l’alphabet latin et une orthographe conçue lors d’une réunion d’enseignants et d’experts linguistiques à Hawassa en 1994. Les voyelles longues et les consonnes géminées sont écrites en doublant la lettre.
| A a | B b | C c | CH ch | D d | E e | F f | G g | H h | I i | J j | K k | L l | M m |
| N n | O o | P p | PH ph | Q q | R r | S s | T t | U u | W w | X x | Y y | Z z | ’   |

Une orthographe utilisant l’alphasyllabaire guèze est aussi utilisée, notamment dans la traduction du Nouveau Testament, ኣንዲራ ዎጎ [Andira wogo], publié en 1999.